# 平間至
平間 至（ひらま いたる、1963年 - ）は、日本の写真家。平間写真館TOKYOを運営。宮城県塩竈市出身。

## 略歴
宮城県塩竈市尾島町に生まれる。東北学院榴ケ岡高等学校、日本大学芸術学部写真学科を卒業後、写真家・伊島薫に師事。1990年、フリーランスの写真家として独立。
躍動感のある人物撮影で独自のスタイルを確立し、1996年から現在に至るまで担当しているTOWER RECORDSの「NO MUSIC, NO LIFE.」キャンペーンポスターをはじめ、多くのミュージシャンの撮影を手がける。また、ライフワークとしてダンサーの田中泯の〈場踊り〉シリーズを撮り続けている。
2006年よりゼラチンシルバーセッションに参加。2008年より塩竈フォトフェスティバルを企画。2009年から2017年までレンタル暗室＆ギャラリーPIPPOを運営し、ワークショップを企画するなど、フイルム写真の普及活動も行っている。
2011年の東日本大震災以降は自身の故郷である塩竈を含めた復興支援に尽力しており、その一環として2012年より塩竈初の音楽と食とアートの祭典「GAMA ROCK FES」をATSUSHI（元Dragon Ash）と共に主催。
2015年1月、東京・世田谷区三宿に平間写真館TOKYOをオープン。2025年に開館10周年を迎えた。

## 賞歴
- ニューヨークADC賞金賞（1996年）
- 塩竈市市政功労賞（2003年、2016年）
- 宮城県芸術選奨（2003年）

## 個展
1993年
- 「Still Movies」乃木坂 LA CAMERA（東京）

1995年
- 「モンド・グロッソ写真展」渋谷 Room（東京）
- 「Motor Drive」渋谷パルコギャラリー（東京）ほか

1997年
- 「Ambient Hawaii」渋谷パルコギャラリー（東京）

1999年
- 「平間至写真展」ふれあいエスプ塩竈（宮城）

2000年
- 「平間至・BIKKE 写真展 Hi-Bi」FUMIYART Gallery（東京）
- 「第2回平間至写真展」ふれあいエスプ塩竈（宮城）

2001年
- 「塩竈の桜写真展」ふれあいエスプ塩竈（宮城）
- 「捨て猫ミーちゃん」下北沢 LA CAMERA（東京）

2003年
- 「平間至の発見 / SHIOGAMA人100人＋α＋2匹！」ふれあいエスプ塩竈（宮城）

2004年
- 「浦戸100人100景 島にITARU」ふれあいエスプ塩竈（宮城）ほか

2005年
- 「No Music, No Life.」EX'REALM（東京）

2006年
- 「そのぬくもりに用がある」青山ブックセンター（東京）、ふれあいエスプ塩竈（宮城）

2007年
- 「No Music, No Life.」福岡イムズ（福岡）
- 「写真展 場踊り 田中泯＋平間至」菅野美術館[1]、ビルドスペース[2]、ふれあいエスプ塩竈（宮城）

2008年
- 「田中泯 -場踊り-」Photo Gallery International（東京）[3]

2009年
- 「Best Wishes」いわき芸術文化交流館アリオス（福島）[4]
- 「田中泯 -場踊り-」Mizuho Oshiro Gallery（鹿児島）

2010年
- 「No Music, No Life.」いわき芸術文化交流館アリオス（福島）[5]

2013年
- 「last movement - 最終の身振りへ向けて」Photo Gallery International（東京）[6]

2014年
- 「平間至 LOVE いわきプロジェクト展」いわき芸術文化交流館アリオス（福島）[7]
- 「光景」ひらま写真館（宮城）

2016年
- 「光景Ⅱ」ひらま写真館（宮城）

2018年
- 「Thank you for the music」Hanaiカフェ（和歌山）
- 「Still Movies」細見美術館（京都）[8]、SUNDAY（東京）、caffenova（新潟）

2019年
- 「平間至写真館大博覧会」ニコンプラザ東京 THE GALLERY（東京）、ニコンプラザ大阪 THE GALLERY（大阪）[9]
- 「Thank You for the Photography」SUNDAY（東京）
- 「平間至写真館大博覧会＠SUNDAY」SUNDAY（東京）

2020年
- 「祝！30周年 平間至写真展」ひらま写真館（宮城）

2022年
- 「平間至写真展 すべては、音楽のおかげ Thank you for the photographs!」美術館「えき」KYOTO（京都）[10]
- 「写真家・平間至の両A面 アー写/エー写」FUJIFILM SQUARE（東京）[11]

2023年
- 「平間至展 写真のうた -PHOTO SONGS-」渋谷ヒカリエ（東京）[12]
- 平間至写真展「写真は愛とタイミング！」グランシップ（静岡）[13]

2024年
- 「平間至展 写真のうた -PHOTO SONGS-」郡山市立美術館（福島）[14]

2025年
- 「平間至展 －写真と音楽があるかぎり」岩手県立美術館（岩手）[15]
- 「平間至写真展 僕にとってカメラは楽器！」奥田元宋・小由女美術館（広島）[16]

## 参加企画、グループ展など
2001年
- 「桜セッション －ピアノと写真とトークと－」ふれあいエスプ塩竃（宮城）

2002年
- 「SUPER SLIDE MUSIC」ティアラこうとう（東京）

2003年
- 「アートみやぎ2003」宮城県美術館（宮城）[17]

2006年
- 「The 1st Gelatin Silver Session 2006」kurkku（東京）
- 「フォトグラフィティ1980-2005」ポートレートギャラリー（東京）

2007年
- 「The 2nd Gelatin Silver Session 2007」AXIS Gallery（東京）

2008年
- 「The 3rd Gelatin Silver Session 2008」AXIS Gallery（東京）

2009年
- 「The 4th Gelatin Silver Session 2009」AXIS Gallery（東京）
- 「ALBUM EXPO OSAKA 2009」HEP HALL（大阪）

2010年
- 「The 5th Gelatin Silver Session 2010」AXIS Gallery（東京）
- 「ALBUM EXPO OSAKA 2010」HEP HALL（大阪）

2011年
- 「ALBUM EXPO NIPPON」HEP HALL（大阪）
- 東日本大震災復興支援プロジェクト「写真家による作品のチャリティー販売」AXISギャラリー（東京）

2012年
- 「第6回円空大賞展」岐阜県美術館（岐阜）
- 「The 6th Gelatin Silver Session 2012」AXIS Gallery（東京）

2013年
- 「The 7th Gelatin Silver Session 2013」AXIS Gallery（東京）
- 「平間至写真展 in シバタ」（新潟・新発田）「写真の町シバタ2013」の特別企画展として開催
- 植田正治生誕100年関連企画 写真展「うえだ好き」植田正治写真美術館（鳥取）[18]
- 羊毛とおはな 10th Anniversary「ありがとう写真展」Palette Gallery（東京）

2014年
- 羊毛とおはな 10th Anniversary「ありがとう写真展」MACHINO-hanayasan（金沢）
- 「TOKYO PHOTO 2014」東京ビルTOKIA（東京）

2015年
- 「The 8th Gelatin Silver Session 2015」AXIS Gallery（東京）

2016年
- 「ゼラチンシルバーセッション巡回展」入江泰吉記念奈良市写真美術館（奈良）
- 「つくることは生きること 震災《明日の神話》」川崎市岡本太郎美術館（神奈川）

2017年
- 「The 9th Gelatin Silver Session 2017」AXIS Gallery（東京）

2018年
- 「3.11メッセージフォト展」東京駅八重洲中央口イベントスペース（東京）
- ニコンプラザ銀座内階段フロア 銀座階段ギャラリー（東京）5月度写真展[19]
- 太田フォトスケッチvol.3「祝」太田市美術館・図書館（群馬）ゲスト写真家として写真展を開催[20]

2019年
- 「The 10th Gelatin Silver Session 2019」AXIS Gallery（東京）

2021年
- 「Diversity of Perspective」Sho+1（東京）[21]
- Candid-15「愛しき日本」Art Spot Korin（京都）[22]

## 写真集
- 「Motor Drive」光琳社（1995年）
- 「Ambient Hawaii」自費出版（1998年）
- 「Hi-Bi」メディアファクトリー（2000年）
- 「捨て猫ミーちゃん」河出書房新社（2001年）
- 「ミーちゃんといっしょ」河出書房新社（2002年）
- 「よろしく！Don't forget me.」新風舎（2003年）
- 「アイ・ラブ・ミーちゃん」河出書房新社（2004年）
- 「No Music, No Life」マガジンハウス（2004年）
- 「そのぬくもりに用がある」角川学芸出版（2006年）
- 「田中泯 -場踊り-」AAT（2008年）
- 「綾野剛写真集「胎響」」ワニブックス（2013年）
- 「Last Movement - 最終の身振りへ向けて Ⅰ」博進堂（2013年）
- 「Last Movement - 最終の身振りへ向けて Ⅱ」博進堂（2013年）
- 「DOCUMENTARY PHOTO & MESSAGE OF "NO MUSIC, NO LIFE?"」（2015年）
- 「DOCUMENTARY PHOTO & MESSAGE OF "NO MUSIC, NO LIFE." Vol.2」（2018年）
- 「ITARU HIRAMA Thank you for the photographs! 平間至 1990-2022」トゥーヴァージンズ（2022年）[23]

## 主催イベント
- 塩竈フォトフェスティバル（2008年～）
- GAMA ROCK FES（2012年～）

## メディア出演

### テレビ
- 「情熱大陸」 MBS / TBS系 （2000年）
- 「トップランナー」 NHK（2001年）
- 「伝える極意」 NHK（2009年）
- 「NNNドキュメント」 日本テレビ（2011年）
- 「写真家たちの日本紀行」 BSジャパン（2012年）
- 「Hello!フォト☆ラバーズ」BS朝日　川島海荷×平間至（2012年）
- 「Hello!フォト☆ラバーズ」BS朝日　成海璃子×平間至（2013年）
- 「課外授業 ようこそ先輩」 NHK（2013年）
- 「SWITCHインタビュー 達人達」NHK　和田アキ子×平間至（2019年）
- 「サンドのぼんやり〜ぬTV」 tbc東北放送（2019年）番組コラボTシャツ作成
- 「FREUDE, forever -先駆者が見た景色-」 TBS（2023年）[24][25]
- 「Dear 忌野清志郎」 NHK BSプレミアム（2023年9月16日）

### ラジオ
- 「GAMA ROCK RADIO」 ベイウェーブ 78.1MHz（2013年）
- 「夜のプレイリスト」 NHK-FM（2015年）[26]
- 「渋谷通信部 NO WAVE NO LIFE」 渋谷のラジオ 87.6MHz（2020年～）サウンドアーティストの佐藤実と共にパーソナリティを担当